# Шихлинская, Лейла Фаррух кызы

Клиника Лейлы Шихлинской в Баку

Лейла Фаррух кызы Шихлинская (азерб. Leyla Fәrrux qızı Şıxlinskaya, род. 12 июня 1947, Москва) — азербайджанская и советская актриса, балетмейстер-педагог, доктор искусствоведческих наук, народная артистка Азербайджана (1998), член Союза кинематографистов СССР, основатель частной клиники Лейлы Шихлинской в Баку.

## Биография
Родилась 27 декабря  1947 года в Москве. По национальности — азербайджанка. Автор более чем 100 научных статей. Снималась в таких фильмах, как «Аршин мал алан» (1965, Гюльчохра), «День прошёл» (1971, Эсмер), «Деде Горгуд» (1975, Бану-Чичек) и др.
Её первой ролью в кино была роль Гюльчохры в фильме «Аршин мал алан», снятой по мотивам одноимённой оперетты Узеира Гаджибекова. В этот период она училась в училище и занималась балетом (согласно сценарию, новая Гюльчохра должна была уметь также танцевать) и прошла пробы в сцене на балконе, где главная героиня мечтает выйти замуж по любви. Тем не менее, её партнёр на пробах, Рашид Бейбутов (который играл главного героя в фильме 1945 года) был недоволен актрисой из-за её относительно высокого роста.
На роль Асмер, главной героини фильма «День прошёл», изначально была назначена актриса Шафига Мамедова, но она не прошла пробы на роль юной Асмер, которая училась в школе. Тогда актрисе пришла телеграмма ехать на пробы главной героини фильма «День прошёл». Однако, изначально сценарист фильма Анар был недоволен выбором новой актрисы, но после выхода фильма поменял своё мнение.
Она преподавала в школе Большого театра сразу три дисциплины. В период с 1990 по 1992 год была балетмейстером труппы «Дягилев-балет». С 1992 года она являлась художественным руководителем организованного ею в Москве экспериментального балетного творческого центра «Шейла».
В 1987 году получила степень кандидата искусствоведения. В 1993 году ей было присвоено звание Заслуженной артистки Азербайджана.
Актриса была замужем четыре раза. Дольше всего, 19 лет прожила с Андреем Логиновым, с остальными — по четыре года. Имеет дочь Джейлу (играла дочь героини Шихлинской в фильме «Дачный сезон» 1985 года по мотивам произведения Эльчина Эфендиева) и младшего сына Филиппа. Джейла работает детским психологом в Дубае, где открыла «школу Монтессори», Филипп также работает в Дубае архитектором-дизайнером и растит троих детей.
Она основала первую многопрофильную частную клинику в Баку.
В 2017 году против частной медицинской клиники, которую основала актриса в Баку было возбуждено уголовное дело по статье 213 (уклонение от налогов) УК Азербайджанской Республики. Шихлинская и сотрудники клиники были привлечены к следствию и обвинены в уклонении от уплаты налогов на сумму свыше двух миллионов манатов.

## Фильмография
- Аршин мал алан 1965
- Дачный сезон 1985
- Сила протяжения 1964
- День рождения Данте 1978
- Деде Коркут 1975
- День прошёл 1971
- Берег воспоминаний 1972
- Окно печали 1986
- Золотой гусь 1972
- Поёт Муслим Магомаев 1971
- Первый час жизни 1973
- Девушка свидетель 1990
- Красное и чёрное 1976